# Нижнетабынское сельское поселение
Нижнетабынское се́льское поселе́ние — муниципальное образование в Муслюмовском районе Татарстана Российской Федерации.
Административный центр — село Нижний Табын.

## История
Статус и границы сельского поселения установлены Законом Республики Татарстан от 31 января 2005 года № 30-ЗРТ «Об установлении границ территорий и статусе муниципального образования "Муслюмовский муниципальный район" и муниципальных образований в его составе».

## Население
| 2010 | 2011  | 2012  | 2013  | 2014  | 2015  | 2016  |
| ---- | ----- | ----- | ----- | ----- | ----- | ----- |
| 1126 | ↘1123 | ↘1101 | ↘1082 | ↘1061 | ↘1046 | ↘1024 |
| 2017 | 2018  |       |       |       |       |       |
| ↘993 | ↘967  |       |       |       |       |       |

## Состав сельского поселения
| № | Населённый пункт | Тип населённого пункта       | Население |
| - | ---------------- | ---------------------------- | --------- |
| 1 | Верхний Табын    | село                         |           |
| 2 | Красный Яр       | посёлок                      |           |
| 3 | Нижний Табын     | село, административный центр |           |
| 4 | Тамьян           | деревня                      |           |
| 5 | Тегермянлек      | деревня                      |           |
| 6 | Тогашево         | деревня                      |           |